# Sjenica
Sjenica (en serbe cyrillique : Сјеница) est une ville et une municipalité de Serbie située dans le district de Zlatibor. Au recensement de 2011, la ville comptait 13 056 habitants et la municipalité dont elle est le centre 25 248 habitants.
Sjenica est située dans la région de la Raška, que les Musulmans appellent également Sandžak.

## Géographie
Sjenica est située au sud-ouest de la Serbie, dans la région de la Raška. Dans les environs se trouvent les monts Jadovnik (1 732 m) et Zlatar (1 627 m) au nord-ouest, Ozren (1 693 m) et Giljeva (1 499 m) au sud-ouest et au sud, Jarut (1 428 m) et Ninaja (1 362 m), respectivement au sud-est et à l'est, Javor (1 519 m) et Golija (1 833 m) au nord. Tous ces sommets, à l'exception des monts Javor et Golija, constituent la partie la plus orientale des Alpes dinariques et appartiennent à la chaîne du Zlatar. Au sud de la municipalité se trouve le plateau de Pešter, qui se trouve entre 900 et 1 200 m d'altitude.
Sjenica est située à proximité du confluent de l'Uvac et de la Vapa.
La municipalité est entourée par celle de Tutin et par le territoire de la Ville de Novi Pazar à l'est, par la municipalité d'Ivanjica au nord et par celles de Nova Varoš et Prijepolje à l'ouest. Au sud, elle est bordée par la frontière entre le Monténégro et la Serbie.

## Climat
Depuis 1925, le climat de la région est observé par la station météorologique de Sjenica, située à 1 038 m d'altitude, coordonnées 43° 17′ N, 20° 00′ E. Pour la période 1961-1990, la température moyenne annuelle était de 6,1 °C et de 6,9 °C pour la période 1991-août 2008. Selon les relevés de cette station, dans la période 1961-1990, le mois le plus froid de l'année a été le mois de janvier, avec une température moyenne annuelle de −5 °C, et le mois le plus chaud juillet, avec une moyenne de 15,3 °C. Pour la période 1991-2008, le mois le plus froid de l'année a été le mois de janvier, avec une température moyenne annuelle de −3,6 °C et le mois le plus chaud celui de juillet, avec une température moyenne annuelle de 16,8 °C. La température la plus basse jamais enregistrée à la station a été de −38 °C, le 26 janvier 1954, et la température la plus élevée a été de 35,6 °C, le 20 août 1946. Le plateau de Pešter, au sud du Zlatar, est connu pour son microclimat, particulièrement rude pendant les mois d'hiver, qui lui vaut son surnom de « Sibérie des Balkans ». La température la plus basse jamais mesurée en Serbie, −39,5 °C, y a été enregistrée le 13 janvier 1985, au village de Karajukića Bunari.
Pour la période 1961-1990, la moyenne annuelle des précipitations était de 712,6 mm ; elle a été de 607 mm entre 1991 et 1997. Le jour le plus pluvieux fut le 17 juin 1999, avec 66,4 mm enregistrés en une seule journée. Entre 1961 et 1990, on comptait une moyenne de 60 jours avec des chutes de neige et, en tout, 101 jours d'enneigement par an ; entre le 27 janvier et le 4 février 1947, a été atteint le record d'enneigement, avec une couverture de 76 cm. Sur la même période, Sjenica comptait également 93 jours de brouillard et 153 jours d'ensoleillement (moins de 0,1 mm de pluie).
| Mois                                      | Janv | Fév  | Mars | Avr  | Mai  | Juin | Juil | Août | Sept | Oct  | Nov  | Déc  | Année |
| ----------------------------------------- | ---- | ---- | ---- | ---- | ---- | ---- | ---- | ---- | ---- | ---- | ---- | ---- | ----- |
| Températures moyennes 1961-1990 (°C)      | -5   | -2,7 | 1,3  | 6,1  | 10,9 | 13,7 | 15,3 | 15,0 | 11,7 | 7,0  | 2,3  | -2,6 | 6,1   |
| Températures moyennes 1991-août 2008 (°C) | -3,6 | -2,5 | 2,0  | 6,5  | 11,6 | 15,2 | 16,8 | 16,7 | 12,0 | 7,8  | 2,7  | -2,5 | 6,9   |
| Précipitations moyennes 1961-1990 (°C)    | 49,7 | 38,2 | 38,6 | 48,7 | 73,9 | 85,2 | 68,5 | 67,3 | 59,9 | 57,2 | 71,5 | 53,9 | 712,6 |
| Précipitations moyennes 1991-2007 (mm)    | 31,7 | 36,2 | 36,4 | 51,0 | 54,3 | 64,1 | 61,7 | 51,9 | 69,0 | 51,6 | 54,5 | 44,6 | 607   |

## Histoire
Sjenica est mentionnée pour la première fois en 1253, par les historiens des souverains serbes, comme une étape et un péage sur une route empruntée par les marchands de Dubrovnik. La femme de Stefan Uroš IV Dušan, Empereur Dusan, Jelena, est originaire de la ville. À cette époque, la ville faisait partie de l'Empire serbe, avant cela du Royaume Serbe et depuis l'an 800 de l'État médiéval serbe de Rascie. En 1455, le sultan Mehmed II « le Conquérant », qui venait également de prendre Constantinople, signa un traité avec le despote serbe Đurađ Branković. Aux termes de cet accord, l'ancienne Rascie (Raška) devint officiellement une terre ottomane peu à peu au cours de l'occupation turque la population serbe est converti à l'Islam. Sjenica fut intégrée au Sandjak de Novipazar lors de sa création en 1902, une subdivision de l'Empire turc. Les Ottomans y édifièrent une forteresse (aujourd'hui détruite) et, autour des fortifications, une čaršija, un quartier turc, y fut construite, avec des magasins et des maisons d'habitation en bois.
Au début du XIXe siècle, les Serbes se soulevèrent contre les Ottomans. Le chef de la rébellion, Karađorđe (Karageorges ou « Georges le noir », s'empara de la ville en 1809 mais il dut abandonner le Sandjak et se replier en Šumadija (Choumadie) et Sjenica resta sous contrôle ottoman. La ville ne fut reprise par les Serbes qu'au cours de la Première Guerre balkanique, le 10 octobre 1912[réf. nécessaire].
Occupée par les nazis pendant la Seconde Guerre mondiale, Sjenica fut libérée le 9 janvier 1945.

## Localités de la municipalité de Sjenica

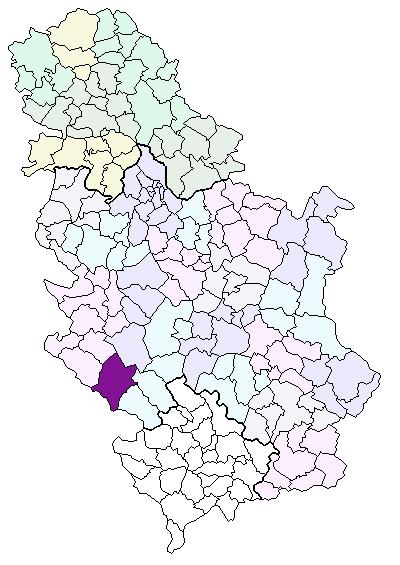
Localisation de la municipalité de Sjenica en Serbie

La municipalité de Sjenica compte 101 localités :
| - Aliveroviće - Bagačiće - Bare - Bačija - Bioc - Blato - Boguti - Božov Potok - Boljare - Borišiće - Boroviće - Breza - Brnjica - Buđevo - Vapa | - Veskoviće - Visočka - Višnjeva - Višnjice - Vrapci - Vrbnica - Vrsjenice - Goluban - Gornje Lopiže - Goševo - Grabovica - Gradac - Grgaje - Doliće - Donje Goračiće | - Donje Lopiže - Dragojloviće - Draževiće - Družiniće - Dubnica - Duga Poljana - Dujke - Dunišiće - Žabren - Žitniće - Zabrđe - Zaječiće - Zahumsko - Jevik - Jezero | - Kalipolje - Kamešnica - Kanjevina - Karajukića Bunari - Kijevci - Kladnica - Kneževac - Koznik - Kokošiće - Krajinoviće - Krivaja - Krnja Jela - Krstac - Krće - Lijeva Reka | - Ljutaje - Mašoviće - Medare - Međugor - Milići - Papiće - Petrovo Polje - Plana - Poda - Ponorac - Pralja - Raždaginja - Rasno - Raspoganče - Rastenoviće | - Raškoviće - Sjenica - Kradnik - Strajiniće - Stup - Sugubine - Sušica - Trešnjevica - Trijebine - Tuzinje - Tutiće - Uvac - Ugao - Ursule - Ušak | - Fijulj - Caričina - Cetanoviće - Crvsko - Crčevo - Čedovo - Čipalje - Čitluk - Šare - Štavalj - Šušure |

Sjenica est officiellement classée parmi les « localités urbaines » (en serbe : градско насеље et gradsko naselje) ; toutes les autres localités sont considérées comme des « villages » (село/selo).

## Démographie

### Ville

#### Évolution historique de la population dans la ville
| 1948  | 1953  | 1961  | 1971  | 1981   | 1991   | 2002   | 2011   |
| ----- | ----- | ----- | ----- | ------ | ------ | ------ | ------ |
| 3 805 | 4 478 | 5 124 | 8 552 | 11 136 | 14 445 | 13 161 | 13 056 |

### Municipalité

#### Répartition de la population par nationalités dans la municipalité (2002)
Les localités à majorité de peuplement serbe sont les suivantes : Bagačiće, Bačija, Blato, Boguti, Božov Potok, Boljare, Boroviće, Brnjica, Buđevo, Veskoviće, Visočka, Višnjeva, Višnjice, Vrapci, Vrbnica, Gornje Lopiže, Goševo, Gradac, Grgaje, Donje Goračiće, Donje Lopiže, Dragojloviće, Družiniće, Zahumsko, Jezero, Kalipolje, Kneževac, Kokošiće, Krajinoviće, Krivaja, Krstac, Lijeva Reka, Milići, Plana, Pralja, Raspoganče, Skradnik, Strajiniće, Stup, Sušica, Trešnjevica, Tutiće, Uvac, Ušak, Crvsko, Crčevo, Čedovo, Štavalj et Šušure.
D'autres localités sont à majorité de peuplement bosniaque : Aliveroviće, Bioc, Borišiće, Breza, Vapa, Vrsjenice, Goluban, Grabovica, Doliće, Draževiće, Dubnica, Duga Poljana, Dujke, Dunišiće, Žabren, Žitniće, Zabrđe, Zaječiće, Jevik, Kamešnica, Kanjevina, Karajukića Bunari, Kijevci, Kladnica, Koznik, Krnja Jela, Krće, Ljutaje, Mašoviće, Medare, Međugor, Papiće, Petrovo Polje, Ponorac, Raždaginja, Rasno, Rastenoviće, Raškoviće, Sjenica, Sugubine, Trijebine, Tuzinje, Ugao, Ursule, Fijulj, Caričina, Cetanoviće, Čipalje, Čitluk et Šare.
Trois localités sont majoritairement peuplées de Musulmans (nationalité) : Bare, Borišiće et Poda.

## Religion
Sur le plan religieux, la municipalité de Sjenica est aux trois quarts peuplée de Musulmans. Les Serbes orthodoxes, qui représentent une forte minorité religieuse de la municipalité, relèvent de l'éparchie de Mileševa (en serbe cyrillique : Епархија милешевска ; en serbe latin : Eparhija mileševska), qui a son siège au monastère de Mileševa.

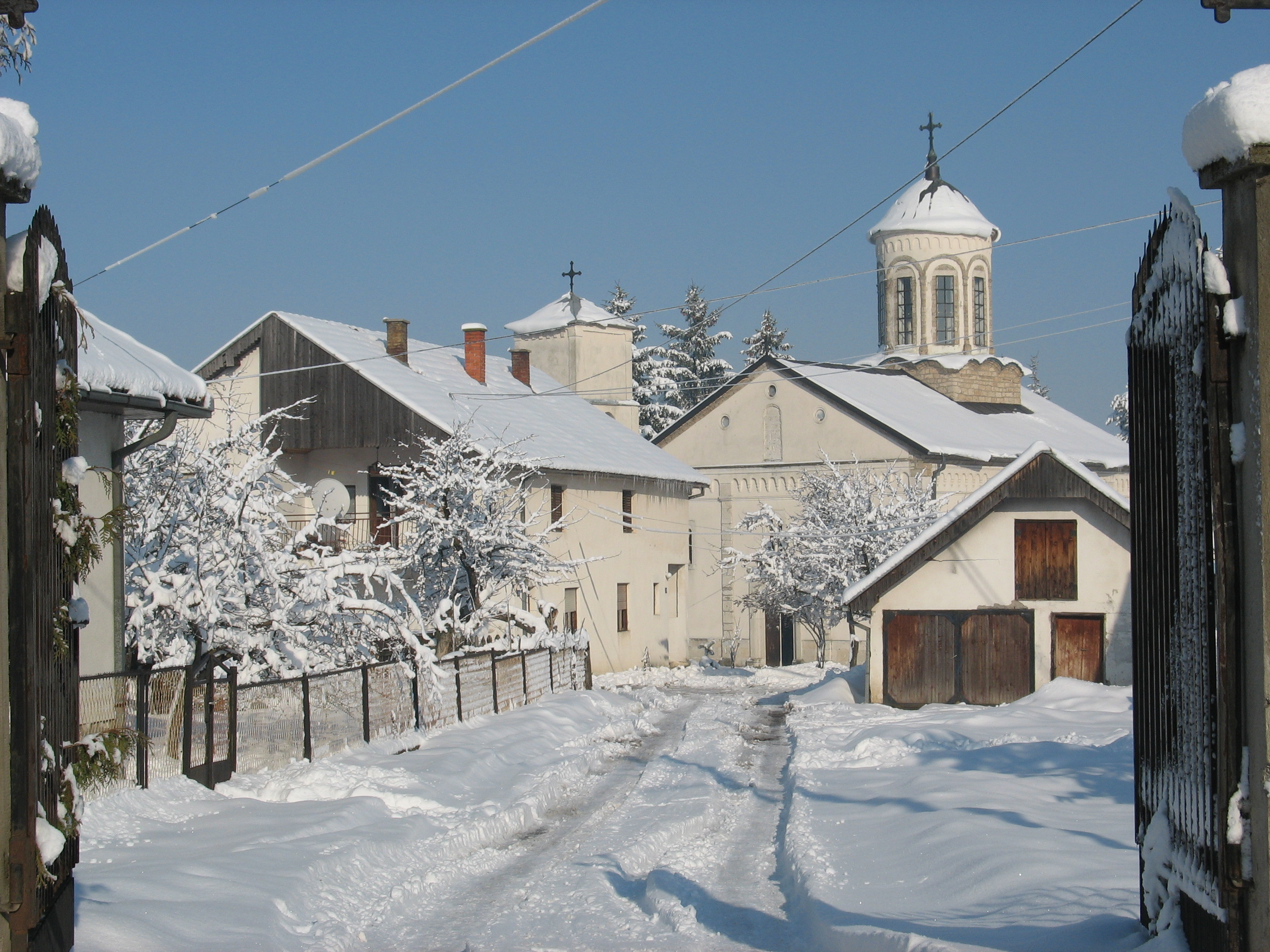
L'église orthodoxe serbe de Sjenica

## Politique
À la suite des élections locales serbes de 2008, la coalition de la Liste bosniaque pour un Sandžak européen (en serbe : Bošnjačka lista za evropski Sandžak), conduite par Nusret Nuhović, a remporté 14 des 39 sièges à l'Assemblée municipale. Nusret Nuhović, membre du Parti d'action démocratique du Sandžak (SDA) de Sulejman Ugljanin, a été élu président de la municipalité de Sjenica (en serbe : predsednik opštine Sjenica). Outre la Liste bosniaque pour un Sandžak européen, sa majorité est constituée par la Ligue pour Sjenica et G17 Plus, la liste Dosta je (« C'est assez ! ») et par la Liste unique (Jedinstvena lista).

## Économie
Le plateau de Pešter est une zone importante zone d'élevage ovin et bovin ; on y produit un fromage réputé, le Fromage de Sjenica (en serbe : Sjenički sir).
Les sociétés les plus importantes de Sjenica, sont l'usine de vêtement Vesna, la mine de charbon de Štavalj et le combinat agro-forestier Pešter, spécialisé dans la production agricole et l'élevage, ainsi que dans le commerce des produits agricoles.

## Tourisme
Sjenica possède un bon potentiel touristique. La ville est située dans la chaîne du Zlatar, qui offre des possibilités aux amateurs d'espaces naturels (randonnée), aux chasseurs et aux pêcheurs. Les monts Golija, quant à eux, situés à proximité, ont été déclarés Réserve de biosphère, dans le cadre du programme sur l'homme et la biosphère de l'UNESCO. Trois sites classés au Patrimoine mondial de l'humanité sont situés non loin de la municipalité : le monastère de Studenica (monts Golija), le monastère de Sopoćani et la ville médiévale de Stari Ras (près de Novi Pazar).

## Coopération internationale
Sjenica a signé des accords de partenariat avec les villes suivantes :
- Nakskov (Danemark)